# Maria da Sicília
Maria da Sicília (Catânia, 2 de julho de 1363 — Lentini, 25 de maio de 1401), foi Rainha Soberana da Sicília e Duquesa de Atenas e Neopatria. Foi a filha e herdeira de Frederico III da Sicília e de Constança de Aragão. Ao morrer seu pai quando ela era ainda muito jovem, o governo efetivo caiu em uma das famílias de barões que atuaram como "vicários".

## Biografia
Em 24 de junho de 1389, Maria se casou Martim, o Jovem, filho do rei Martim I de Aragão e de sua primeira esposa, Maria de Luna. Ele era sobrinho do rei João I de Aragão. 
Em 1392, os reis Maria e Martim regressaram à Sicília com uma força militar. Juntos conseguiram vencer a oposição dos barões, reinando ambos conjuntamente até a morte de Maria em 25 de maio de 1401, em razão da peste. Após isso, Martim rechaçou o Tratado de Villeneuve de 1327, firmado pelo último rei Federico III, e governou a Sicília solitariamente.
Após a morte da rainha, no mesmo ano de 1401, Martim ficou noivo de Joana de Navarra, filha de Carlos III de Navarra e de Leonor de Castela, porém ele acabou se casando com a irmã de Joana, a futura rainha Branca I de Navarra, em 21 de maio de 1402.

## Filhos
Maria teve apenas um filho:
- Pedro da Sicília (17 de novembro de 1398 - 16 de agosto ou 8 de novembro de 1400), Príncipe da Sicília e Infante de Aragão, era o herdeiro aparente de sua mãe. Ele morreu logo após seu segundo aniversário, em um torneio, com uma lança na cabeça. Foi enterrado na

Catedral de Catânia, ao lado de seus avós, Frederico III e Constança de Aragão. 